# Montagu
Montagu – miasto, zamieszkane przez ok. 9 500 ludzi, w Republice Południowej Afryki, w Prowincji Przylądkowej Zachodniej.

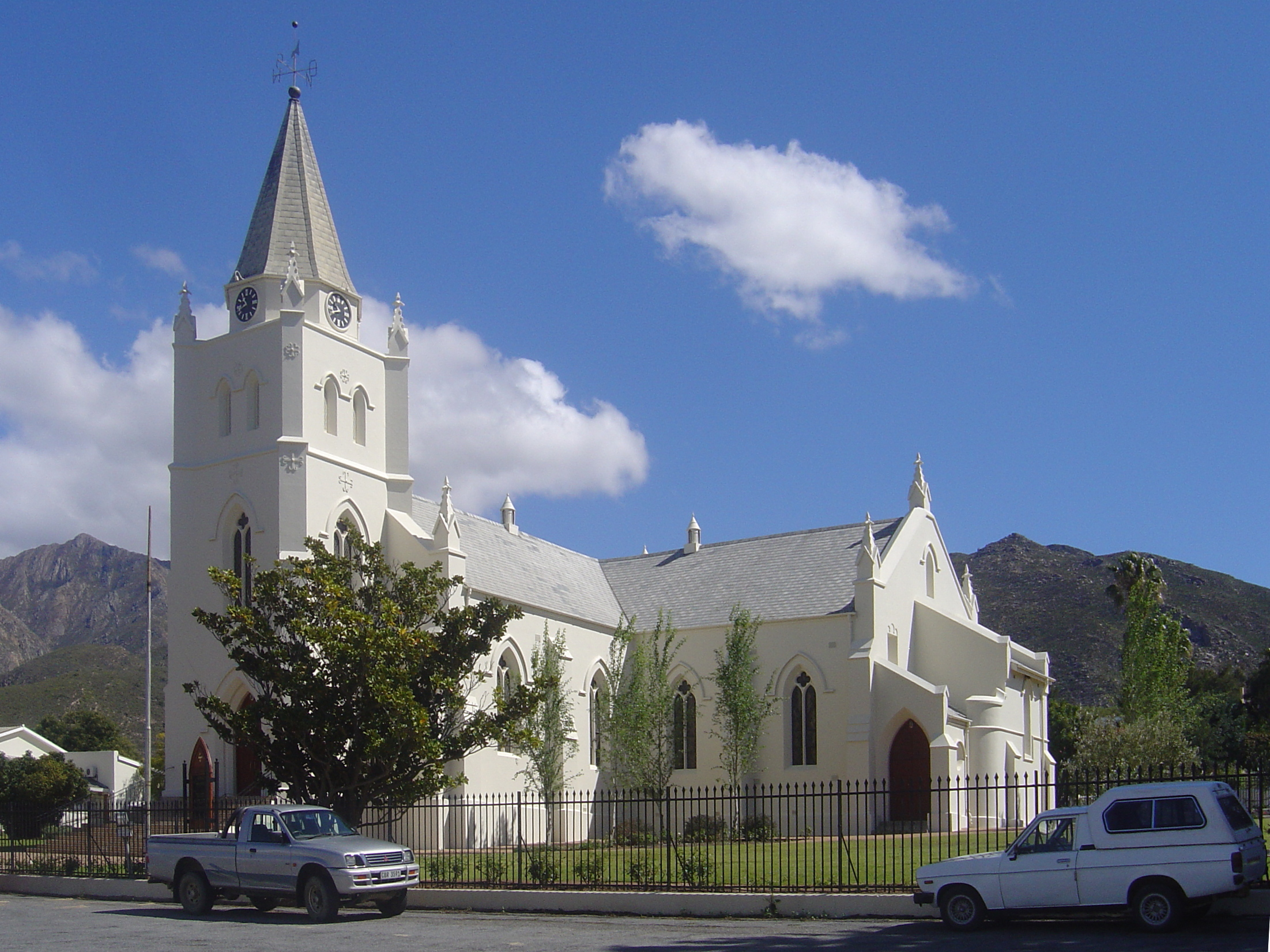

Miasto leży ok. 180 km na wschód od Kapsztadu. Zostało założone w 1851 roku, nazwane zaś na cześć jednego z członków władz Kolonii Przylądkowej, Johna Montagu. Położone jest u zbiegu rzek Keisie i Kingna. Montagu jest miastem turystycznym i rolniczym. W regionie liczne są sady i winnice.